# Tyrannochthonius rahmi
Tyrannochthonius rahmi es una especie de arácnido  del orden Pseudoscorpionida de la familia Chthoniidae.

## Distribución geográfica
Se encuentra en Nepal y Bután.